# Adler Germania
Die Adler Germania war eine Fähre der Adler-Schiffe GmbH & Co. KG. Das Schiff wurde 2011 verkauft und ab September des Jahres in Esbjerg abgewrackt.

## Geschichte
Am 18. Dezember 1967 fand die Kiellegung des Schiffes statt und am 9. März 1968 lief es vom Stapel. Die Taufe fand am 5. April 1968 statt. Im Mai 1968 wurde das Schiff unter dem Namen Insel Föhr nach einer Probefahrt an die Wyker Dampfschiffsreederei Föhr-Amrum in Wyk auf Föhr abgeliefert und danach zwischen Dagebüll, Wyk und Wittdün eingesetzt. 
Im Mai 1980 wurde das Schiff an E.H. Rassmussen verchartert und ab Kappeln, Sønderborg, Søby und Neukirchen (Ostsee) zu Butterfahrten in der Ostsee eingesetzt. Fünf Monate später wurde es schließlich an E.H. Rassmussen verkauft und in Thor Viking umbenannt. Im November 1980 wurde auf dem ehemaligen Autodeck ein SB-Markt eingerichtet und der Hauptsalon vergrößert. 
Sechs Jahre später wurde das Schiff erneut umgebaut. Diesmal wurden die Schornsteine angebaut. Der neue Heimathafen der Thor Viking wurde Kappeln. Im Winter 1999 wurde die Fähre an Sven Paulsen (Adler-Schiffe) verkauft, und in Adler Germania umbenannt. Nach einem Umbau auf der Lindenau-Werft wurde die Adler Germania zwischen Altwarp und Nowe Warpno und später zwischen Altwarp und Swinemünde  eingesetzt. 
2001 erfolgte der Rückbau zur Autofähre. Bis 2004 wurde sie auf der Linie nach Swinemünde eingesetzt und danach in Peenemünde aufgelegt. 2007 wurde das Schiff als Auflieger wieder nach Altwarp gebracht.
2011 kaufte das Abbruchunternehmen Smedegaarden das Schiff und ließ es im September des Jahres zum Abwracken nach Esbjerg/Dänemark schleppen, wo im Februar 2012 die Verschrottung begann.